# 李美英 (手球运动员)
李美英（韓語：이미영，1969年1月28日—），韩国前女子手球运动员。她曾代表韩国国家队参加1992年夏季奥林匹克运动会手球比赛，获得一枚金牌。她也曾参加1990年亚洲运动会。